# Rewolwer Colt Anaconda
Colt Anaconda – rewolwer kalibru.44 Magnum produkowany przez firmę Colt.
W 1990 roku firma Colt wprowadziła na rynek swój pierwszy rewolwer kalibru.44 Magnum o nazwie Anaconda. Nowy rewolwer miał być konkurencją dla produkowanego przez firmę Smith & Wesson rewolweru Model 29.
Colt Anaconda był produkowany w wersjach z lufą długości 4, 6 i 8 cali. Lufy były wyposażone w żebro chłodzące (znane z wcześniejszego rewolweru Colt Python) i długą osłonę rozładownika, która poprawiała wyważenie broni i zmniejszała jej podrzut. Colt Anaconda był produkowany wyłącznie ze stali nierdzewnej. Przyrządy celownicze były stałe lub regulowane, istniała odmiana wyposażona w szynę umożliwiającą montaż celownika optycznego (wersja z lufą 8" i celownikiem optycznym jest stosowana jako broń myśliwska).
Produkcję wszystkich odmian Anacondy zakończono w 2000 roku.

## Opis

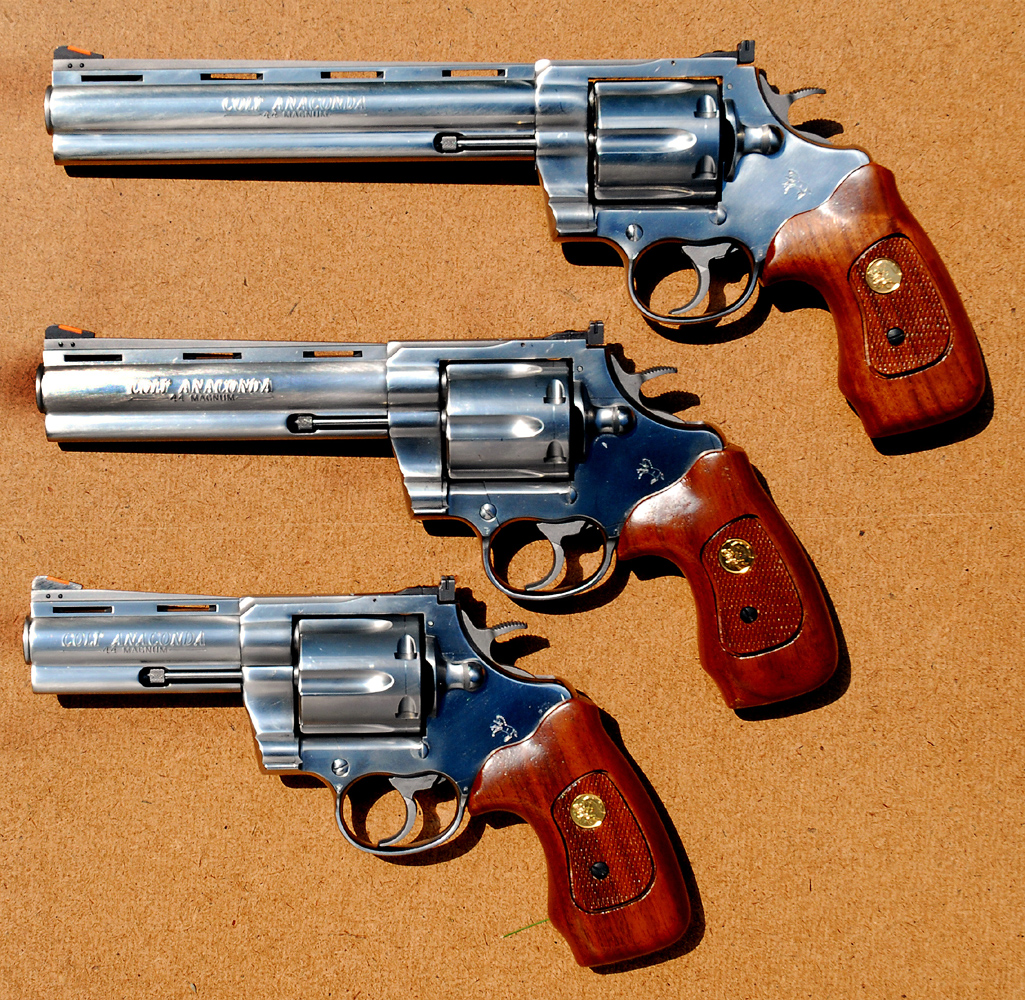
Oryginalna linia rewolwerów Colt Anaconda kalibru.44 Magnum w trzech długościach luf.

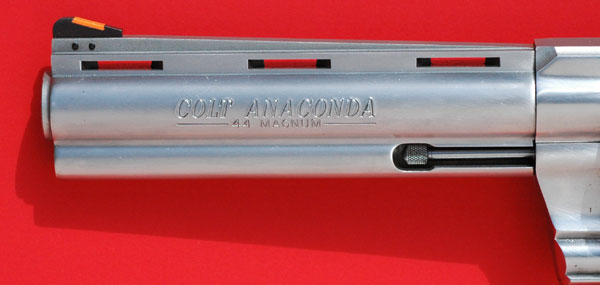
Logo Anaconda

Colt Anaconda jest bronią powtarzalną. Szkielet jednolity. Bęben nabojowy odchylany na lewą stronę. Mechanizm uderzeniowy kurkowy, z samonapinaniem. Anaconda była zasilana z sześcionabojowego bębna nabojowego. Łuski z bębna były usuwane przez rozładownik gwiazdkowy po wychyleniu bębna ze szkieletu. Lufa gwintowana. Przyrządy celownicze mechaniczne stałe lub regulowane (muszka i szczerbinka).